# Jean-Baptiste Coutisson-Dumas
Pour les articles homonymes, voir Dumas.
Jean-Baptiste Coutisson-Dumas, né le 16 mai 1746 à Gentioux (Creuse), mort le 18 août 1806 à Évaux-les-Bains, est un un homme politique de la Révolution française.

## Biographie
En septembre 1792, Coutisson-Dumas, alors cultivateur et administrateur du département de la Creuse, en est élu député, le troisième sur sept, à la Convention nationale.
Lors du procès de Louis XVI, Coutisson-Dumas vote la réclusion, et se prononce pour l'appel au peuple et le sursis à l'exécution de la peine. Il vote en faveur de la mise en accusation de Marat, jugeant qu'il doit « se justifier des différentes conspirations qu'il a manifestées ». Celui-ci le dénonce plus tard dans son journal comme un membre de la « faction des hommes d’État ». Coutisson-Dumas vote également en faveur du rétablissement de la Commission des Douze.
Réélu le 22 vendémiaire an IV au Conseil des Anciens par 93 voix sur 209 votants, il siège jusqu'au 30 floréal an VII. Le 24 germinal an VII, il est choisi par la Creuse comme haut-juré.

## Sources
1. ↑  Archives parlementaires de 1787 à 1860, Première série, tome 52, p. 40.
2. ↑  Jacques-François Froullé, « Liste comparative des cinq appels nominaux. Faits dans les séances des 15, 16, 17, 18 et 19 janvier 1793, sur le procès et le jugement de Louis XVI [...] », sur Gallica - B.N.F., 1793 (consulté le 6 octobre 2023)
3. ↑  Archives parlementaires de 1787 à 1860, Première série, tome 62, séance du 13 avril 1793, p. 54.
4. ↑  Michel Pertué, « La liste des Girondins de Marat », Annales historiques de la Révolution française n°245, 1981, p. 388.
5. ↑  Archives parlementaires de 1787 à 1860, Première série, tome 65, séance du 28 mai 1793, p. 532.